# International Alliance of Women
Die International Alliance of Women (IAW) bzw. Alliance Internationale des Femmes (AIF) ist eine internationale feministische Organisation, die seit 1904 besteht.

## Geschichte
1902 beschlossen einige Frauen in Washington, eine neue internationale Frauenorganisation zu schaffen, die sich entschlossener für die Rechte von Frauen einsetzen wollte, besonders für das Frauenstimmrecht, als der bisherige gemäßigte International Council of Women (ICW, Weltfrauenrat). Am 3. Juni 1904 fand die Gründungskonferenz der International Woman Suffrage Alliance (IWSA, Weltbund für Frauenstimmrecht) im Berliner Hotel Prinz Albrecht als Zweite Frauenstimmrechtskonferenz statt. Sie wollte die Aufmerksamkeit der Medien kurz vor dem großen Internationalen Frauenkongreß des ICW in Berlin nutzen, um stärker auf sich aufmerksam zu machen. Zu den Gründerinnen gehörten Susan B. Anthony, die die Einladungen verschickte, Anita Augspurg und Carrie Chapman Catt, die die Konferenz leiteten, sowie Millicent Fawcett, Helene Lange, Rachel Foster Avery, Käthe Schirmacher und weitere. 
1926 wurde der Name in International Alliance of Women geändert und das Programm weiter gefasst als bisher.

## Gegenwart
Die International Alliance of Women vertritt heute über 50 Organisationen weltweit sowie einzelne Mitglieder. Die IAW hat beratenden Status beim Wirtschafts- und Sozialrat der Vereinten Nationen und partizipativen Status beim Europarat und hat ständige Vertreter in New York City, Wien, Genf, Paris, Rom, Nairobi und Straßburg. Die International Alliance of Women ist eine Internationale Nichtregierungsorganisation. IAW setzt sich für einen progressiven, intersektionellen liberalen Feminismus ein. Beim Kongress im November 2022 wurde Alison Brown zur Präsidentin für 3 Jahre gewählt.

## Präsidentinnen
- Carrie Chapman Catt (USA) 1904–1923
- Margery Corbett Ashby (UK) 1923–1946
- Hanna Rydh (Schweden) 1946–1952
- Ester Graff (Dänemark) 1952–1958
- Ezlynn Deraniyaga (Sri Lanka) 1958–1964
- Begum Anwar Ahmed (Pakistan) 1964–1970
- Edith Anrep (Schweden) 1970–1973
- Irène de Lipkowski (Frankreich) 1973–1979
- Olive Bloomer (UK) 1979–1989
- Alice Yotopoulos-Marangopoulos (Griechenland) 1989–1996
- Patricia Giles (Australien) 1996–2004
- Rosy Weiss (Österreich) 2004–2010
- Lyda Verstegen (Niederlande) 2010–2013
- Joanna Manganara (Griechenland) 2013–2020
- Cheryl Hayles (Kanada) 2020–2021
- Marion Böker (Deutschland) (geschäftsführend) 2021–2022
- Alison Brown (USA) 2022–